# Jimin (Sänger)

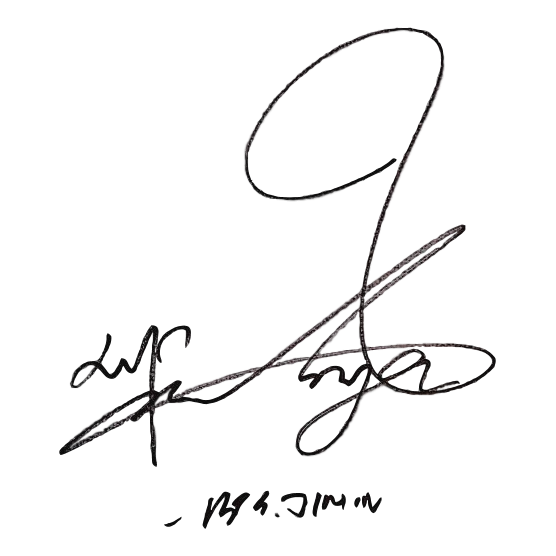
Jimins Unterschrift

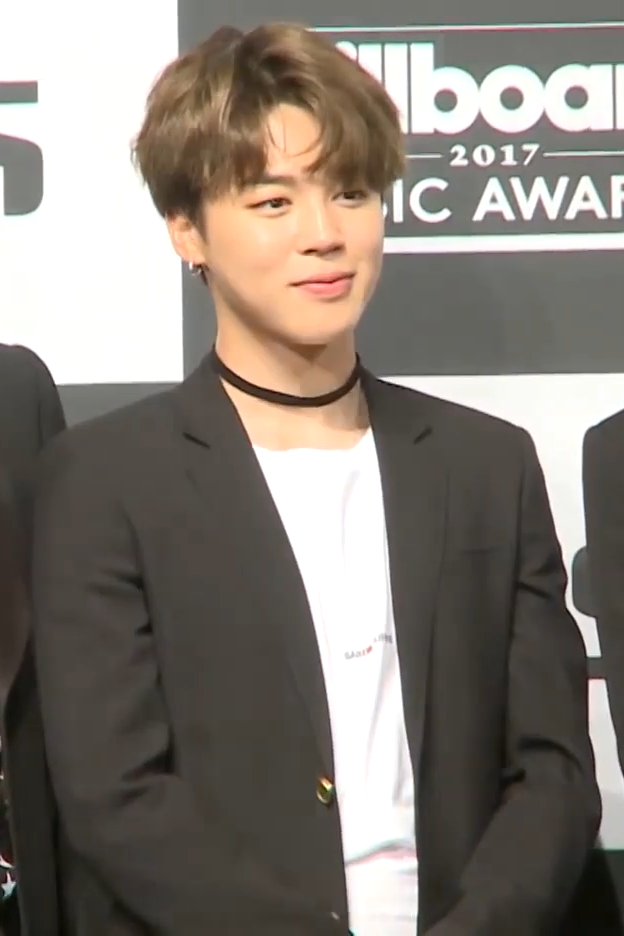
Jimin bei einer Pressekonferenz 2017

Park Ji-min (* 13. Oktober 1995 in Busan), auch bekannt unter seinem Vornamen Jimin, ist ein südkoreanischer Sänger, Songwriter und Tänzer. Er ist Mitglied der Boygroup BTS, mit der er im Juni 2013 debütierte.

## Leben und Karriere

### Kindheit und frühe Jugend
Park Ji-min wurde am 13. Oktober 1995 im Geumjeong-Viertel in Busan, Südkorea, geboren. Er hat einen zwei Jahre jüngeren Bruder. Als Kind besuchte er die Busans-Hodong-Grundschule und die Yonsan-Sekundarschule. Während der Sekundarschule besuchte er die Just Dance Academy und lernte Popping und Locking tanzen. Bevor er ein Trainee wurde, lernte Jimin Contemporary Dance und Ballett an der Busan High School of Arts und war dort einer der besten Schüler in der Abteilung für zeitgenössischen Tanz. Der Rat eines Lehrers, er solle sich bei einer Unterhaltungsagentur bewerben, führte ihn zu Big Hit Entertainment. Nachdem er die Auditionen im Jahr 2012 bestanden hatte, wechselte er zur Korean Arts High School und machte dort im Jahr 2014 seinen Abschluss.
Jimin ist derzeit an der Global Cyber University eingeschrieben.

### Seit 2013: BTS
Im Juni 2013 hatte Jimin sein Debüt als Sänger und Mitglied der Band BTS mit der Veröffentlichung der Single No More Dream. In der Gruppe hat Jimin die Position des Leadsängers und Leadtänzers. Unter BTS hat er bis jetzt drei Solo-Tracks veröffentlicht: Lie, Serendipity und Filter. Das Lied Lie wurde 2016 im Album Wings veröffentlicht. Es wurde als atemberaubend und dramatisch beschrieben und vermittelt implizit dunkle Untertöne und Emotionen, die das Gesamtkonzept des Albums widerspiegeln. Im Gegensatz dazu war Serendipity aus dem 2017 veröffentlichten Album Love Yourself 承 ’Her‘ weich und sinnlich und beschäftigt sich mit der Freude, Überzeugung und Neugier von Liebe. Der Solo-Track Filter aus dem Album Map of the Soul: 7 erschien 2020.
Seine ersten drei Solosongs Serendipity (Intro des Albums Love Yourself 承 ’Her‘), Serendipity (Full Length Edition) und Lie übertrafen mehr als fünfzig Millionen Streams auf Spotify, was ihn zum einzigen koreanischen Act machte, der drei Solo-Songs über 50 Millionen Streams hatte. In Jimins Song Promise (2018) war Soundclouds größtes 24-Stunden-Debüt aller Zeiten und übertraf laut SoundCloud den Rekord von Drakes Duppy Freestyle.
2018 wurde er vom amtierenden südkoreanischen Präsidenten Moon Jae-in zusammen mit anderen Mitgliedern der Band mit dem Hwagwan-Orden für kulturelle Verdienste des fünften Rangs ausgezeichnet.

### Soloaktivitäten
Im Jahr 2014 arbeitete Jimin mit seinem Bandkollegen Jungkook für den Song Christmas Day zusammen, eine koreanische Version von Justin Biebers Mistletoe, dessen koreanische Texte von Jimin geschrieben wurden. Später arbeitete Jimin erneut mit Jungkook zusammen, indem er ein Cover von We Don't Talk Anymore veröffentlichte, das ursprünglich von Charlie Puth und Selena Gomez am 2. Juni 2017 veröffentlicht wurde.
Jimin begann 2016 mit der Teilnahme an einer Vielzahl von koreanischen Fernsehsendungen wie Hallo Counselor, Please take care of my refrigerator und God's Workplace. Im selben Jahr begann er als Moderator bei Shows wie Show! Music Core und M Countdown. Im Dezember präsentierte er beim KBS Song Festival ein mit Tanz angereichertes Duett mit Taemin von Shinee.
Jimin veröffentlichte am 30. Dezember 2018 seinen ersten Solo-Song außerhalb der BTS-Veröffentlichungen Promise kostenlos auf der SoundCloud-Seite von BTS. Der Song wurde von Billboard als „sanfte Pop-Ballade“ beschrieben. Der Song wurde von Jimin und dem Big Hit Entertainment-Produzenten Slow Rabbit komponiert, wobei letzterer auch den Track produzierte. Der Text des Liedes wurde von ihm und seinen Bandkollegen RM geschrieben, das Cover fotografierte sein Bandkollege V.

### Philanthropie
Von 2016 bis 2018 unterstützte Jimin Absolventen der Busan-Hodong-Grundschule, seiner Alma Mater, indem er die Kosten für ihre Uniformen übernahm. Als bekanntgegeben wurde, dass die Schule schließen wird, spendete er den Abschlussabsolventen Sommer- und Winter-Sekundarschuluniformen und schenkte der gesamten Schülerschaft signierte Alben. Anfang 2019 spendete Jimin 100 Millionen südkoreanische Won (rund 88.000 US-Dollar) an das Bildungsministerium von Busan, um Studenten mit niedrigerem Einkommen zu unterstützen. Von der Gesamtsumme gingen 30 Millionen südkoreanische Won (ungefähr 23.000 US-Dollar) an die Busan Arts High School, ebenfalls Jimins Alma Mater.

## Diskografie

### Studioalben
| Jahr | Titel Musiklabel         | Höchstplatzierung, Gesamtwochen, AuszeichnungChartplatzierungen (Jahr, Titel, Musiklabel, Platzierungen, Wochen, Auszeichnungen, Anmerkungen) | Höchstplatzierung, Gesamtwochen, AuszeichnungChartplatzierungen (Jahr, Titel, Musiklabel, Platzierungen, Wochen, Auszeichnungen, Anmerkungen) | Höchstplatzierung, Gesamtwochen, AuszeichnungChartplatzierungen (Jahr, Titel, Musiklabel, Platzierungen, Wochen, Auszeichnungen, Anmerkungen) | Höchstplatzierung, Gesamtwochen, AuszeichnungChartplatzierungen (Jahr, Titel, Musiklabel, Platzierungen, Wochen, Auszeichnungen, Anmerkungen) | Höchstplatzierung, Gesamtwochen, AuszeichnungChartplatzierungen (Jahr, Titel, Musiklabel, Platzierungen, Wochen, Auszeichnungen, Anmerkungen) | Höchstplatzierung, Gesamtwochen, AuszeichnungChartplatzierungen (Jahr, Titel, Musiklabel, Platzierungen, Wochen, Auszeichnungen, Anmerkungen) | Höchstplatzierung, Gesamtwochen, AuszeichnungChartplatzierungen (Jahr, Titel, Musiklabel, Platzierungen, Wochen, Auszeichnungen, Anmerkungen) | Anmerkungen                         |
| Jahr | Titel Musiklabel         | DE | AT | CH | UK | US | JP | KR | Anmerkungen                         |
| ---- | ------------------------ | --- | --- | --- | --- | --- | --- | --- | ----------------------------------- |
| 2023 | Face Big Hit Music (BHM) | DE7 (6 Wo.)DE | AT5 (5 Wo.)AT | CH6 (5 Wo.)CH | — | US2 (7 Wo.)US | JP1 Platin · (4 Wo.)JP | KR1 Diamant + Platin (Weverse-Version) · (13 Wo.)KR                                                                                           | Erstveröffentlichung: 24. März 2023 |
| 2024 | Muse Big Hit Music (BHM) | DE6 (4 Wo.)DE | AT4 (5 Wo.)AT | CH4 (5 Wo.)CH | UK56 (1 Wo.)UK | US2 (34 Wo.)US | JP3 Gold · (5 Wo.)JP | KR2 ×2Doppelplatin · (7 Wo.)KR | Erstveröffentlichung: 19. Juli 2024 |

### Singles
| Jahr | Titel Album                     | Höchstplatzierung, Gesamtwochen, AuszeichnungChartplatzierungen (Jahr, Titel, Album, Platzierungen, Wochen, Auszeichnungen, Anmerkungen) | Höchstplatzierung, Gesamtwochen, AuszeichnungChartplatzierungen (Jahr, Titel, Album, Platzierungen, Wochen, Auszeichnungen, Anmerkungen) | Höchstplatzierung, Gesamtwochen, AuszeichnungChartplatzierungen (Jahr, Titel, Album, Platzierungen, Wochen, Auszeichnungen, Anmerkungen) | Höchstplatzierung, Gesamtwochen, AuszeichnungChartplatzierungen (Jahr, Titel, Album, Platzierungen, Wochen, Auszeichnungen, Anmerkungen) | Höchstplatzierung, Gesamtwochen, AuszeichnungChartplatzierungen (Jahr, Titel, Album, Platzierungen, Wochen, Auszeichnungen, Anmerkungen) | Höchstplatzierung, Gesamtwochen, AuszeichnungChartplatzierungen (Jahr, Titel, Album, Platzierungen, Wochen, Auszeichnungen, Anmerkungen) | Anmerkungen                                                                      |
| Jahr | Titel Album                     | DE | AT | CH | UK | US | KR | Anmerkungen                                                                      |
| ---- | ------------------------------- | --- | --- | --- | --- | --- | --- | -------------------------------------------------------------------------------- |
| 2022 | With You Our Blues OST          | — | — | — | — | — | KR13 (19 Wo.)KR | Erstveröffentlichung: 24. April 2022 mit Ha Sung-woon                            |
| 2023 | Set Me Free Pt. 2 Face          | — | AT67 (1 Wo.)AT | CH93 (1 Wo.)CH | UK30 (1 Wo.)UK | US30 (1 Wo.)US | KR24 (8 Wo.)KR | Erstveröffentlichung: 17. März 2023                                              |
| 2023 | Like Crazy Face                 | DE71 (1 Wo.)DE | AT23 (1 Wo.)AT | CH27 (2 Wo.)CH | UK8 Silber · (5 Wo.)UK | US1 Platin · (5 Wo.)US | KR8 (33 Wo.)KR | Erstveröffentlichung: 24. März 2023                                              |
| 2023 | Angel Pt. I –                   | DE— aDE | — | — | UK82 (1 Wo.)UK | US65 (2 Wo.)US | KR72 (9 Wo.)KR | Erstveröffentlichung: 19. Mai 2023 mit Kodak Black, NLE Choppa, Jvke & Muni Long |
| 2023 | Closer Than This –              | — | — | — | — | — | KR42 (1 Wo.)KR | Erstveröffentlichung: 22. Dezember 2023                                          |
| 2024 | Smeraldo Garden Marching Band – | — | — | — | UK46 (1 Wo.)UK | US88 (1 Wo.)US | — | Erstveröffentlichung: 28. Juni 2024 featuring Loco                               |
| 2024 | Who Muse                        | DE— bDE | AT31 (1 Wo.)AT | CH30 (2 Wo.)CH | UK4 Gold · (28 Wo.)UK | US12 (… Wo.)US | KR33 (8 Wo.)KR | Erstveröffentlichung: 19. Juli 2024                                              |

Weitere Singles
- 2023: Angel Pt. II (mit Jvke, Charlie Puth & Muni Long)

### Als Gastmusiker
| Jahr | Titel Album        | Höchstplatzierung, Gesamtwochen, AuszeichnungChartplatzierungen (Jahr, Titel, Album, Platzierungen, Wochen, Auszeichnungen, Anmerkungen) | Höchstplatzierung, Gesamtwochen, AuszeichnungChartplatzierungen (Jahr, Titel, Album, Platzierungen, Wochen, Auszeichnungen, Anmerkungen) | Höchstplatzierung, Gesamtwochen, AuszeichnungChartplatzierungen (Jahr, Titel, Album, Platzierungen, Wochen, Auszeichnungen, Anmerkungen) | Höchstplatzierung, Gesamtwochen, AuszeichnungChartplatzierungen (Jahr, Titel, Album, Platzierungen, Wochen, Auszeichnungen, Anmerkungen) | Höchstplatzierung, Gesamtwochen, AuszeichnungChartplatzierungen (Jahr, Titel, Album, Platzierungen, Wochen, Auszeichnungen, Anmerkungen) | Höchstplatzierung, Gesamtwochen, AuszeichnungChartplatzierungen (Jahr, Titel, Album, Platzierungen, Wochen, Auszeichnungen, Anmerkungen) | Anmerkungen                                               |
| Jahr | Titel Album        | DE | AT | CH | UK | US | KR | Anmerkungen                                               |
| ---- | ------------------ | --- | --- | --- | --- | --- | --- | --------------------------------------------------------- |
| 2023 | Vibe Down to Earth | — | — | — | UK96 (1 Wo.)UK | US76 (1 Wo.)US | KR5 (22 Wo.)KR | Erstveröffentlichung: 13. Januar 2023 Taeyang feat. Jimin |

## Auszeichnungen für Musikverkäufe
| Goldene Schallplatte - Brasilien - 2024: für die Single Angel Pt. II - Japan - 2025: für das Streaming Who - Spanien - 2024: für die Single Like Crazy - 2025: für die Single Who | Platin-Schallplatte - Brasilien - 2024: für die Single Angel Pt. I - Kanada - 2024: für die Single Like Crazy - 2025: für die Single Who 2× Platin-Schallplatte - Brasilien - 2025: für die Single Vibe |

Anmerkung: Auszeichnungen in Ländern aus den Charttabellen bzw. Chartboxen sind in ebendiesen zu finden.
| Land/RegionAuszeichnungen für Musikverkäufe (Land/Region, Auszeichnungen, Verkäufe, Quellen) | Silber  | Gold     | Platin       | Diamant  | Verkäufe  | Quellen             |
| -------------------------------------------------------------------------------------------- | ------- | -------- | ------------ | -------- | --------- | ------------------- |
| Brasilien (PMB)                                                                              | —       | Gold1    | 3× Platin3   | —        | 140.000   | pro-musicabr.org.br |
| Japan (RIAJ)                                                                                 | —       | 2× Gold2 | Platin1      | —        | 350.000   | riaj.or.jp          |
| Kanada (MC)                                                                                  | —       | —        | 2× Platin2   | —        | 160.000   | musiccanada.com     |
| Spanien (Promusicae)                                                                         | —       | 2× Gold2 | —            | —        | 60.000    | elportaldemusica.es |
| Südkorea (KMCA)                                                                              | —       | —        | 3× Platin3   | Diamant1 | 2.000.000 | circlechart.kr      |
| Vereinigte Staaten (RIAA)                                                                    | —       | —        | Platin1      | —        | 1.000.000 | riaa.com            |
| Vereinigtes Königreich (BPI)                                                                 | Silber1 | Gold1    | —            | —        | 600.000   | bpi.co.uk           |
| Insgesamt                                                                                    | Silber1 | 6× Gold6 | 10× Platin10 | Diamant1 |           |                     |